# Irma Soriano
Pour les articles homonymes, voir Soriano (homonymie).
María Inmaculada Concepción Jerónima Soriano Bolívar, plus connue sous le nom d' Irma Soriano, née à Andújar, en Andalousie, le 30 septembre 1963, est une journaliste et présentatrice de télévision espagnole connue à ses débuts pour avoir collaboré et présenté des programmes avec Jesús Hermida.

## Biographie
En 1997, elle donne la parole à Ana Orantes, victime de violence conjugale, dans l'émission de Canal Sur, De tarde en tarde.
Cette émission contribue durablement à l'évolution des droits des femmes en Espagne.